# Plagioecia sarniensis
Plagioecia sarniensis är en mossdjursart som först beskrevs av Norman 1864.  Plagioecia sarniensis ingår i släktet Plagioecia och familjen Plagioeciidae. Inga underarter finns listade i Catalogue of Life.